# NGC 6145
NGC 6145 ist eine 14,4 mag helle Spiralgalaxie vom Hubble-Typ Sc im Sternbild Herkules. Sie ist schätzungsweise 392 Millionen Lichtjahre von der Milchstraße entfernt und hat einen Durchmesser von etwa 90.000 Lj.
Im selben Himmelsareal befinden sich die Galaxien NGC 6141 und NGC 6146.
Das Objekt wurde am 12. Mai 1828 von John Herschel entdeckt.